# Sasca Montană, Caraș-Severin
Sasca Montană este satul de reședință al comunei cu același nume din județul Caraș-Severin, Banat, România.